# 由宇站
由宇站（日语：／ Yū eki */?）是位於山口縣岩國市由宇町南一丁目，西日本旅客鐵道（JR西日本）山陽本線的車站。
在2022年春季，藤生站至德山站之間預計可以使用ICOCA。

## 歷史
- 1897年（明治30年）9月25日 - 山陽鐵道 廣島站至德山站之間開通，此站啟用。
- 1906年（明治39年）12月1日 - 山陽鐵道國有化（日语：鉄道国有法），成為官設鐵道車站。
- 1909年（明治42年）10月12日 - 制定路線名稱。成為山陽本線車站。
- 1934年（昭和9年）12月1日 - 現時岩德線，麻里布站（現時為岩國站）至周防高森站至櫛濱站之間全線開通，編入為山陽本線。而本來山陽本線麻里布站至柳井站至櫛濱站之間成為柳井線，此站也同時成為柳井線車站。
- 1944年（昭和19年）10月11日 - 柳井線全線成為雙線鐵路，再次編入為山陽本線。使此站再次成為山陽本線車站。而1934年編入成為山陽本線區間均名為岩德線。
- 1962年（昭和37年）2月1日 - 終止貨物起卸業務。
- 1964年（昭和39年）7月25日 - 包含此站在內，山陽本線橫川站至小郡站（現時為新山口站）直流電氣化（同時全線電氣化）。
- 1986年（昭和61年）11月1日 - 實施時間表修正（日语：1986年11月1日国鉄ダイヤ改正），開始設有於此站折返的直通吳線列車班次[2]。
- 1987年（昭和62年）4月1日 - 伴隨國鐵分割民營化，車站由西日本旅客鐵道（JR西日本）營運。
- 1992年（平成4年）11月]] - 綠色窗口開始營業[3]。
- 1996年（平成8年）6月1日 - 車站業務由JR西日本廣島MAINTEC（日语：JR西日本広島メンテック）負責，成為業務委託車站。
- 1999年（平成11年）2月7日 - 實施時間表修正，此站為吳線下行快速「安藝路快車」[注 1]最西端的終站[4]。
- 2003年（平成15年）10月1日 - 實施時間表修正，此站再沒有吳線快速列車在此站出發或到達[5]。
- 2004年（平成16年）
  - 10月 - 綠色窗口營業時間變更，並在營業時間中途加設暫停營業的時段。
  - 10月16日 - 實施時間表修正，此站為吳線上行快速「安藝路快車」最西端的終站[6]。
- 2009年（平成21年）3月14日 - 實施時間表修正，此站再沒有吳線快速列車在此站出發或到達。只在吳線直通下行列車班次於此站為終點站[7]。
- 2011年（平成23年）3月12日 - 實施時間表修正，此站再沒有吳線列車在此站出發或到達[8]。
- 2015年（平成27年）3月14日 - 實施時間表修正，此站再次設有吳線列車在此站出發或到達[9]。
- 2017年（平成29年）5月20日 - 進站音樂改為廣島東洋鯉魚打氣歌「去鯉魚」[10]。
- 2018年（平成30年）
  - 7月6日 - 發生2018年7月西日本豪雨使車站暫停服務。
  - 7月16日 - 岩國站至柳井站之間重開。

## 車站構造

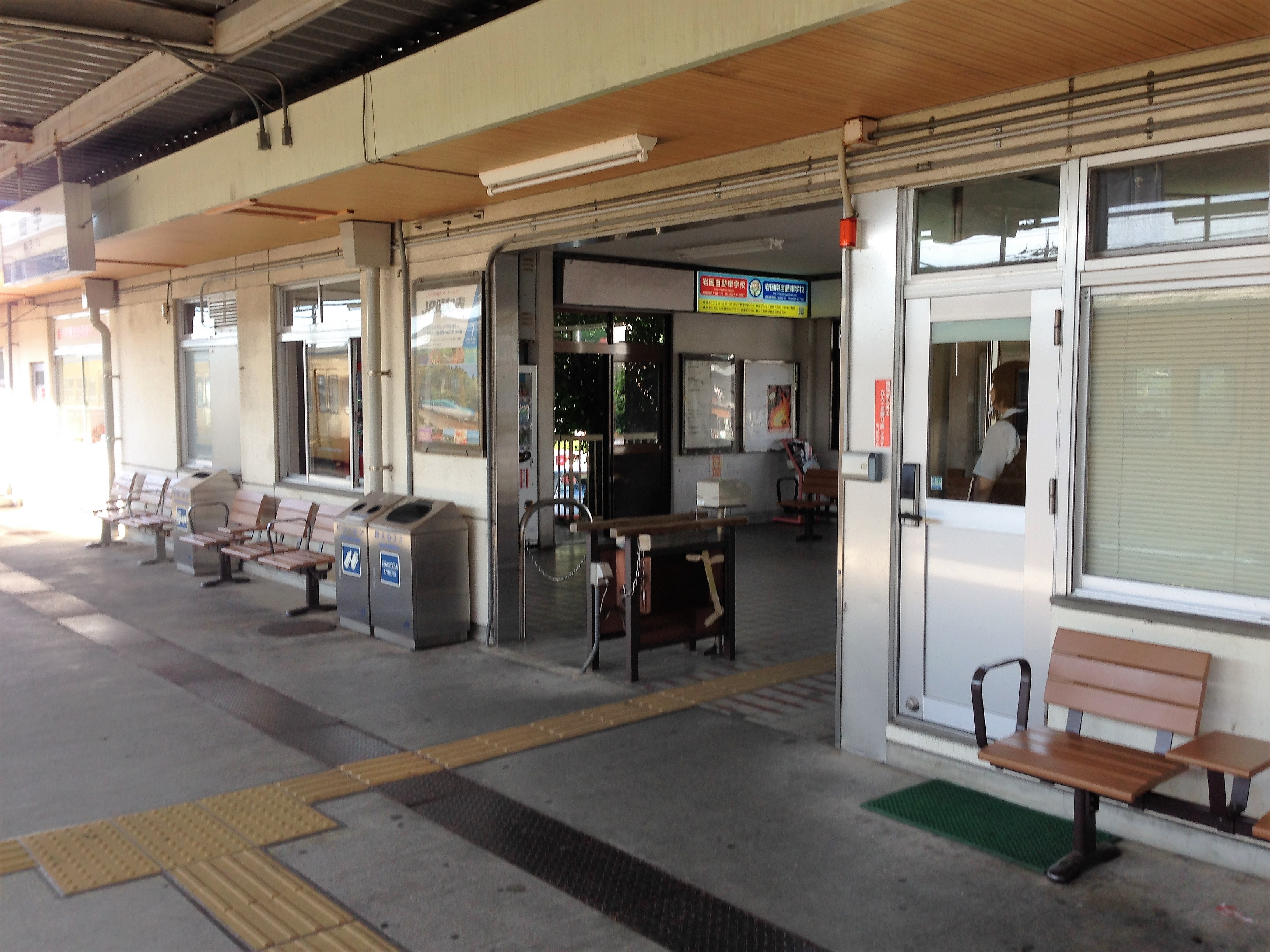
閘口。2016年

車站是一座地面車站，設有1面1線的單式月台和1面2線的島式月台，合共2面3線的混合式月台。1號月台（單式月台）側為車站大樓，設有跨線橋連接2、3號月台（島式月台）。
此站由德山地域鐵道部管理，並由JR西日本廣島MAINTEC負責車站業務，為業務委託車站。此站設有綠色窗口。

### 月台
| 月台 | 路線      | 上下行 | 方向           | 備註                |
| ---- | --------- | ------ | -------------- | ------------------- |
| 1    | ■山陽本線 | 上行   | 岩國、廣島方向 | 部分列車使用2號月台 |
| 2、3 | ■山陽本線 | 下行   | 柳井、德山方向 |                     |

1號月台為上行本線，3號月台為下行本線，2號月台為上下行共用的待避線（中線）。2號月台主要讓來自岩國方向的列車折返之用。截至2016年，2號月台設有列車從此站出發前往岩國、廣島方向，以及下行貨物列車於此站等待列車通過。曾經設有上行列車在此站等待「朝風」通過。

## 使用狀況
以下為近年1日平均乘車人次列表：
| 乘車人次變化 | 乘車人次變化    |
| 年度         | 1日平均乘車人次 |
| ------------ | --------------- |
| 1999         | 1,343           |
| 2000         | 1,308           |
| 2001         | 1,278           |
| 2002         | 1,233           |
| 2003         | 1,216           |
| 2004         | 1,236           |
| 2005         | 1,163           |
| 2006         | 1,110           |
| 2007         | 1,094           |
| 2008         | 1,093           |
| 2009         | 1,047           |
| 2010         | 980             |
| 2011         | 982             |
| 2012         | 954             |
| 2013         | 937             |
| 2014         | 870             |
| 2015         | 881             |
| 2016         | 874             |
| 2017         | 866             |
| 2018         | 832             |

## 車站周邊
此站接近由宇川河口和由宇港。
- 岩國市 由宇綜合分所（前・由宇町（日语：由宇町）公所）
- 岩國市立由宇中學
- 岩國市立由宇小學（日语：岩国市立由宇小学校）
- 廣島東洋鯉魚由宇練習場（日语：広島東洋カープ由宇練習場）
- 潮風公園
- 國道188號（日语：国道188号）

## 相鄰車站
西日本旅客鐵道
■山陽本線
通津－由宇－神代

## 注腳

## 外部連結
- 由宇｜車站資訊：JR出門網 - 西日本旅客鐵道